# 瑪莉安·菲絲佛
瑪莉安·伊芙琳·蓋布瑞·菲絲佛（英語：Marianne Evelyn Gabriel Faithfull，1946年12月29日—2025年1月30日）是一名英國歌手與演員，1960年代以英國排行榜前五名單曲《As Tears Go By》走紅，成為「英倫入侵」進軍美國的代表女性藝人之一。
菲絲佛生於倫敦漢普斯特德，1964年因參加滾石樂團的派對而被安德魯·朗格·奧德曼發掘，正式展開音樂生涯。她於1965年推出的首張專輯《Marianne Faithfull》與《Come My Way》同時發行，廣受好評，隨後又在迪卡唱片推出多張專輯。1966年至1970年間，她與米克·傑格的戀情成為媒體焦點，進一步提升了她的知名度。同時，她也參與了多部電影演出，包括《偷情聖手》（1967年）、《愛你、想你、恨你》（1968年）及《哈姆雷特》（1969年）。然而，1970年代她因厭食症、無家可歸與海洛因成癮等個人問題，使其事業蒙上陰影。
1960年代，菲絲佛以獨特的高音旋律唱腔聞名，但隨著嚴重的喉炎與長期藥物濫用，她的聲音在1970年代變得沙啞、低沉，並帶有裂痕。這種全新的聲音被部分評論家形容為「威士忌浸泡」的嗓音，反而更能展現她音樂中的原始情感。經過長時間的沉寂，菲絲佛於1979年以第七張錄音室專輯《Broken English》回歸，專輯獲得評論界高度讚譽，並取得商業成功，標誌音樂生涯的復甦。《Broken English》為她贏得葛萊美最佳女性搖滾歌手提名，被認為是她的代表作。此後，她陸續發行了《Dangerous Acquaintances》（1981年）、《A Child's Adventure》（1983年）及《Strange Weather》（1987年）等專輯。
菲絲佛共撰寫了三本自傳，分別是《Faithfull: An Autobiography》（1994年）、《Memories, Dreams & Reflections》（2007年）和《Marianne Faithfull: A Life on Record》（2014年）。2009年，菲絲佛獲頒世界女性獎終身成就獎，2011年則被法國政府授予藝術與文學勳章司令勳位。

## 早年

### 家族
菲絲佛出生於倫敦漢普斯特德。她的父親羅伯特·格林·費絲福少校是英国情报机构官員，同時擔任倫敦大學貝德福德學院的義大利文學教授。母親伊娃·馮·沙克-馬索赫則是奧匈帝國貴族亞圖爾·沃爾夫岡·薩克-馬索赫（Artur Wolfgang, Ritter von Sacher-Masoch）的女兒，該家族屬於波蘭化的天主教魯塞尼亞貴族。伊娃自稱為薩克-馬索赫女男爵（Baroness Erisso）。年輕時，伊娃曾是马克斯·赖因哈特劇團的芭蕾舞者，參與過德國戲劇二人組贝托尔特·布莱希特與寇特·威爾作品的演出。
伊娃出生於布達佩斯，1918年遷居維也納。薩克-馬索赫家族在維也納秘密反對納粹政權。費絲福的父親因英軍情報工作結識了伊娃，並進一步與她的家族接觸。費絲福的外祖父出身於哈布斯堡王朝貴族，而外祖母則是猶太人。
菲絲佛的外曾舅公是利奧波德·馮·薩克-馬索克，他的情色小說《穿裘皮的维纳斯》誕生了「受虐狂」一詞。菲絲佛曾參加英國電視節目《你以为你是谁》，節目中提到她家族成員所使用的頭銜為薩克-馬索赫騎士（Ritter von Sacher-Masoch）。

### 童年時光
菲絲佛一家曾居住於蘭開夏郡奧姆斯柯克，當時父親正在利物浦大學攻讀博士學位。瑪莉安娜的部分童年時光在牛津郡布雷澤斯公園度過，該地為約翰·諾曼·格萊斯特創立的公社，菲絲佛的父親在此扮演重要角色。六歲，菲絲佛的母離婚。她有一位小她19歲的同父異母弟弟——藝術家西蒙·費斯福爾。
離婚後，菲絲佛與母親搬到伯克郡雷丁的米爾曼路。當時家境貧困，菲絲佛的童年也因結核病的困擾而蒙上陰影。她以慈善助學金身份進入雷丁的聖若瑟羅馬天主教修道院學校就讀，並在一段時間內成為寄宿生。在聖若瑟學校期間，她是進步劇院學生團的一員。

## 職業生涯

### 1960年代

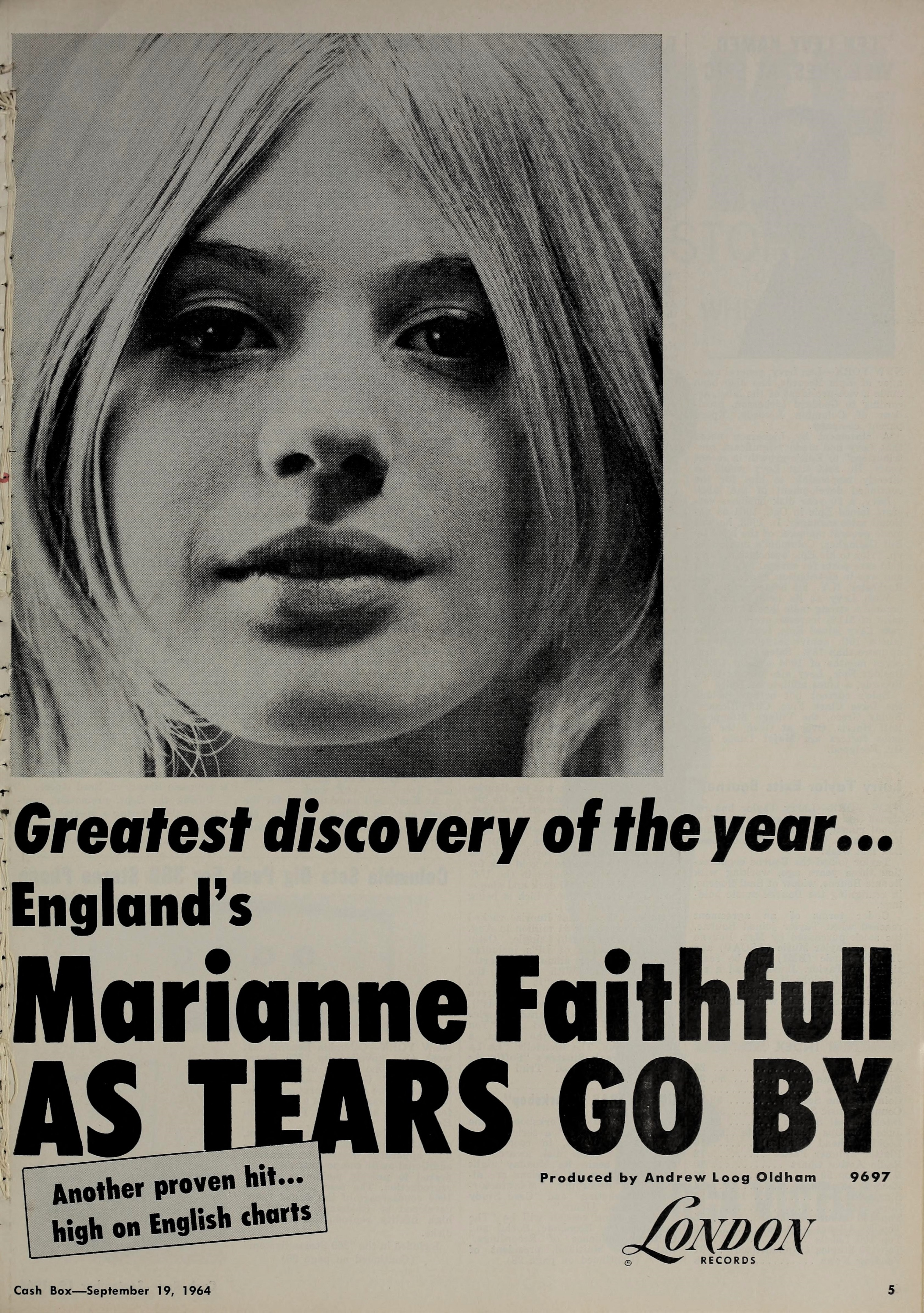
菲絲佛在《錢櫃》的廣告，刊登於1964年9月19日。

菲絲佛於1964年展開她的歌唱生涯，最初在咖啡館裡以民謠歌手的身份登台演出。不久後，她便開始活躍於倫敦蓬勃發展的社交圈。1964年初，她與藝術家約翰‧鄧巴一同出席滾石樂團的發表會，並在那裡結識了樂團經紀人安德魯·朗格·奧德曼，也正是他「發掘」了菲絲佛。她的首張單曲〈As Tears Go By〉由米克·傑格、基思·理查兹和奧德曼共同創作，迅速登上排行榜，獲得成功。（滾石樂團在一年後錄製了自己的版本，同樣大受歡迎。）隨後，費絲福接連推出多首暢銷單曲，如〈This Little Bird〉、〈Summer Nights〉和〈Come and Stay with Me〉。
1965年5月6日，菲絲佛與約翰‧鄧巴在劍橋結婚，彼得‧艾舍擔任伴郎。婚後，兩人住在倫敦貝爾格雷維亞區倫諾克斯花園29號的公寓。同年11月10日，她誕下一子，取名尼可拉斯（Nicholas）。

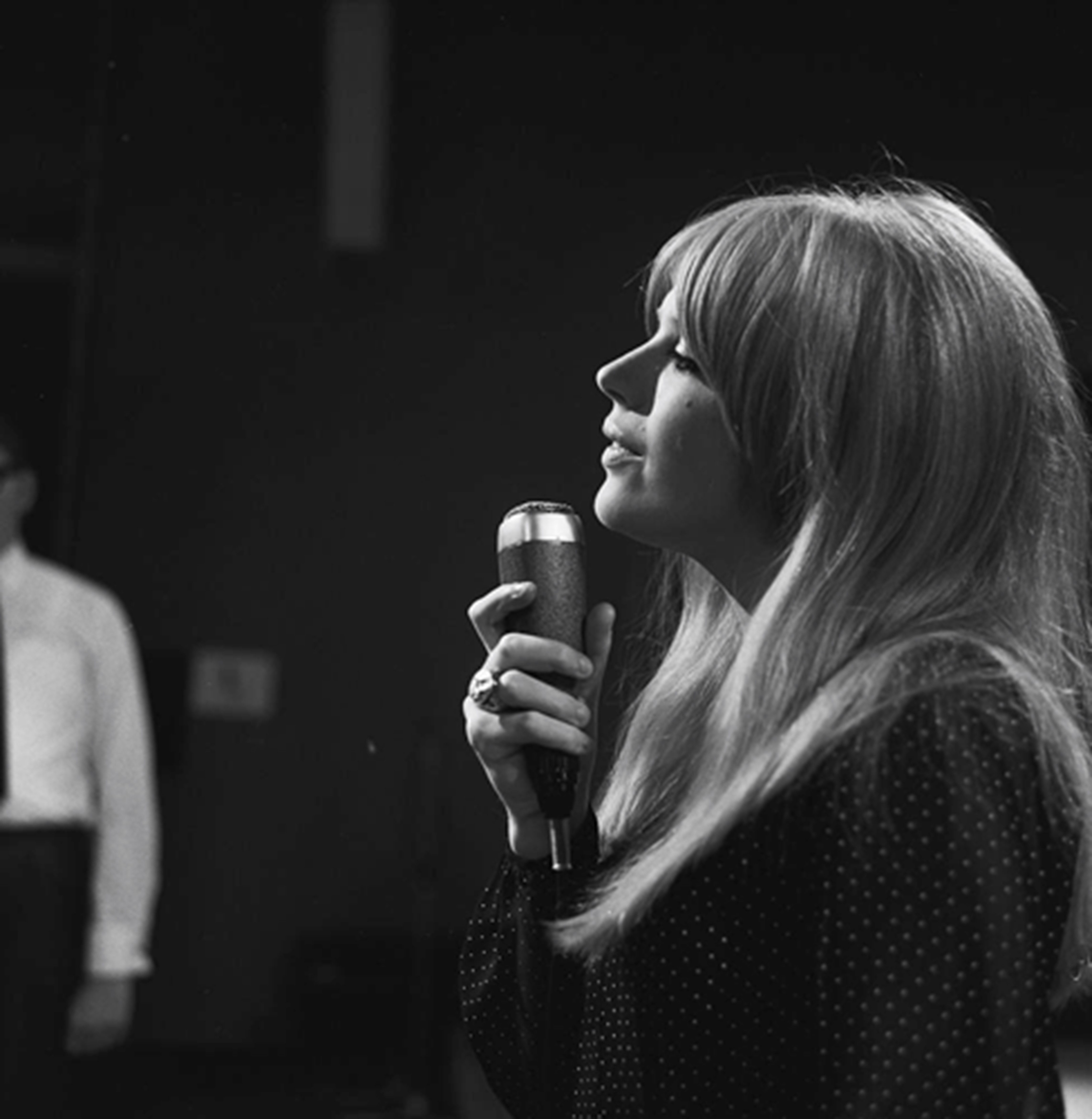
費絲福於1966年9月17日，參加荷蘭電視節目《Fanclub》演出。

1966年，菲絲佛帶著兒子尼可拉斯前往倫敦，與布萊恩·瓊斯和安妮德·巴蘭寶同住。在此期間，她開始吸食大麻，並與巴蘭寶成為摯友。同年，她與米克‧傑格展開一段備受媒體關注的戀情，最終離開丈夫，搬去與傑格同居。這對情侶成為倫敦「搖擺的六十年代」中最具爭議的代表之一。她的聲音也出現在披頭四的歌曲〈Yellow Submarine〉中。
後來，在一次針對基思·理查兹位於西薩塞克斯郡西威特靈的住所「紅地」（Redlands）的毒品搜查行動中，警方發現菲絲佛僅以一條皮草披毯遮身。27年後，她在接受艾米·M·霍姆斯為《Details》雜誌的訪問時談及這段瘋狂歲月，並坦言這起事件摧毀了她的個人生活：「它毀了我。男性吸毒者的行為往往被浪漫化或賦予魅力，但女性在同樣情況下則會被視為蕩婦和不稱職的母親。」正是在這段時期，費絲福錯失了三次演出電影的機會，她感嘆道：「我真的以為自己毀了事業。」
1968年，已對可卡因上癮的菲絲佛，在從傑格位於愛爾蘭的鄉村別墅返家途中，不幸誕下一名死產女兒，原本她已為孩子取名為柯琳娜（Corrina）。
菲絲佛與傑格的戀情也深深影響了滾石樂團的多首經典歌曲。1968年專輯《Beggars Banquet》中的〈Sympathy for the Devil〉部分靈感來自米哈伊尔·阿法纳西耶维奇·布尔加科夫所著的《大师与玛格丽特》，正是菲絲佛將這本書介紹給傑格。而1969年專輯《Let It Bleed》中的〈You Can't Always Get What You Want〉據說是以菲絲佛為靈感創作的；1971年《Sticky Fingers》專輯中的〈Wild Horses〉和〈I Got the Blues〉也被認為受到她的影響。此外，她還參與共同創作了〈Sister Morphine〉，但這首歌的著作權引發了漫長的法律糾紛，最終費絲福被正式列為共同作者。費絲福在自傳中提到，傑格和李察茲最初以他們的名字發行這首歌，是為了避免她的經紀人獨佔所有版稅和收入，特別是當時她已無家可歸並深陷海洛因毒癮。1968年，費絲福出現在《滾石樂團搖滾馬戲團》演唱會上，並獨唱了〈Something Better〉。
此外，菲絲佛是雙性戀者，在1960年代，她與男女皆有戀情。

### 1970年代

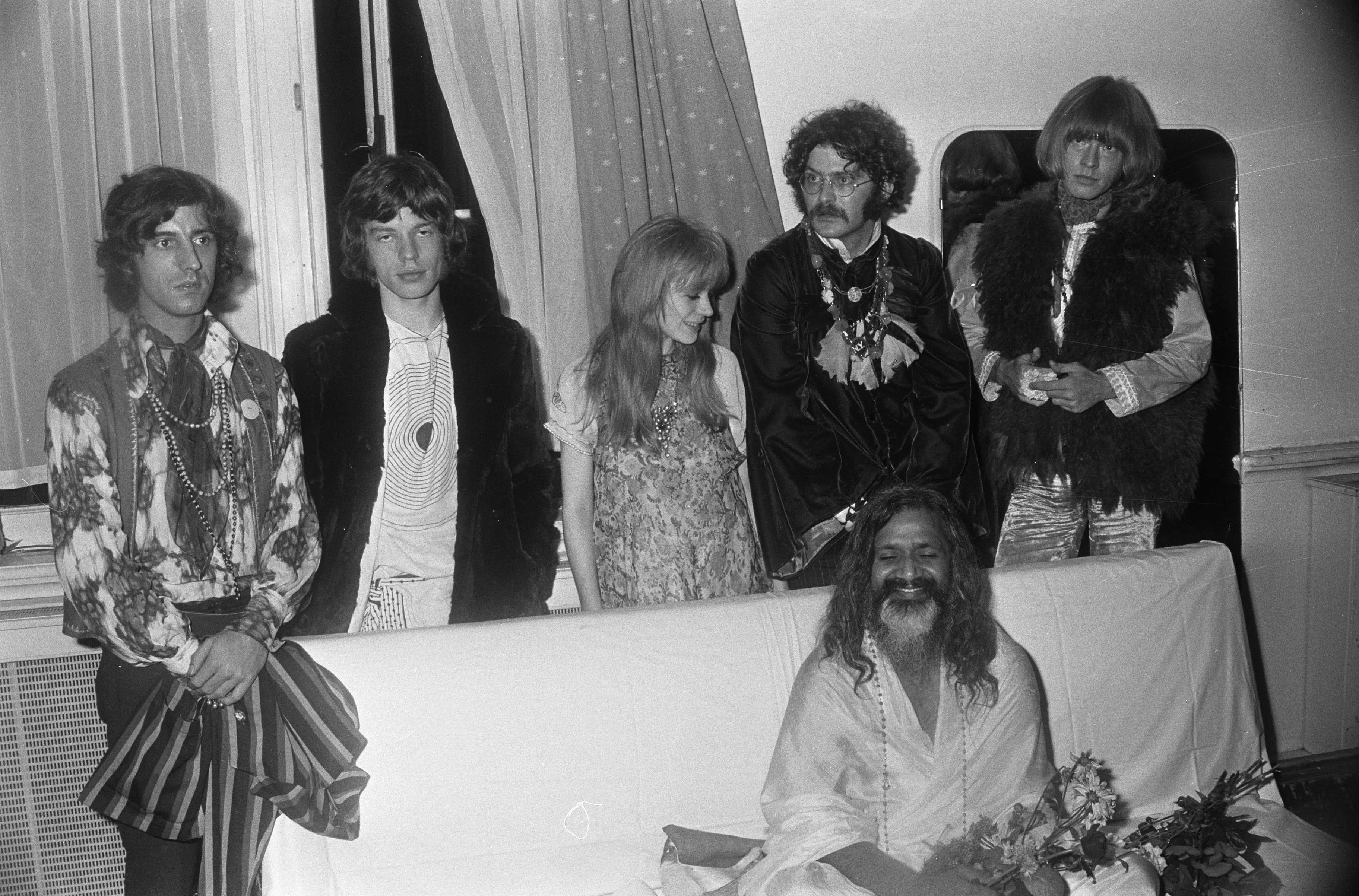
1967年9月1日，麥可·庫柏、米克·贾格尔、菲絲佛、謝潑德·謝爾貝爾、玛哈礼希‧玛赫西‧优济和布萊恩·瓊斯在皇家音樂廳演出。

菲絲佛於1970年5月與傑格分手，當時她開始與英愛貴族「帕迪」羅斯莫爾交往。同年，她失去了對兒子的監護權，這導致她企圖自殺。費絲福爾的私生活逐漸崩潰，事業也陷入低潮。她僅出現過少數幾次公開表演，包括1973年10月與大衛·鮑伊同台，合唱桑尼與雪兒的〈I Got You Babe〉。
菲絲佛在倫敦蘇豪區的街頭流浪了兩年，期間飽受海洛因成癮和神經性厭食症之苦。朋友們介入，將她送入國民保健署的海洛因輔助治療計畫。然而，她當時無法控制或穩定自己的成癮狀況。1971年，製作人麥克·里安德在街頭發現了她，試圖幫助她重振事業，製作了她部分的專輯《Rich Kid Blues》。然而這張專輯被擱置，直到1985年才發行。
1975年，菲絲佛發行了帶有乡村音乐的專輯《Dreamin' My Dreams》，並於1978年重新發行為《Faithless》，加入了一些新曲目，該專輯在愛爾蘭專輯排行榜上奪冠。當時費絲福爾與搖滾樂隊「震動者」（The Vibrators）的班·布萊爾利（Ben Brierly）同居，佔住切爾西一間沒有熱水和電力的公寓中。後來，她與亨麗埃塔·莫拉埃斯共住在切爾西和攝政公園的公寓中。
1979年，菲絲佛因在挪威持有大麻被逮捕，但同年她憑藉專輯《Broken English》重振事業，這張專輯成為她最受評論界讚譽的作品。專輯部分受到龐克浪潮影響，也受到她與布萊爾利結婚的影響。專輯風格從標題曲的流行朋克（該曲獻給乌尔丽克·迈因霍夫，探討歐洲恐怖主義問題），到〈Why D'Ya Do It?〉的龐克雷鬼節奏皆有涉獵，該曲改編自希斯科特·威廉斯的詩，歌詞激烈。這首歌的音樂結構相當複雜：表面上是硬式搖滾，但實際上採用了4/4拍的探戈節奏，開場的電吉他即興段落由貝瑞·雷諾茲演奏，每小節的第一拍和第四拍強調反拍，第三拍則強調正拍。費絲福爾在自傳中提到，她對威廉斯詩歌的流暢而節奏感強的演繹方式可被視為「早期的饒舌形式」。
1979年10月，〈The Ballad of Lucy Jordan〉作為單曲發行，成為菲絲佛排行榜上成績最好的歌曲之一。該曲被收錄於電影《一夕風流恨事多》、《心靈歲月》和《末路狂花》的原聲帶中。菲絲佛也在《荒唐阿姨》第四季（Absolutely Fabulous）中客串演唱此曲。2016年，該曲在《美國恐怖故事：旅館》的大結局中再次被使用。菲絲佛曾在2007年接受ITV的《南岸秀》訪談時討論她對這首歌的詮釋。

### 1980年代
1981年發行《Dangerous Acquaintances》後，菲絲佛長居美國紐約市。同年，她為魯伯特·海因的單曲〈Misplaced Love〉擔任伴唱，該曲在澳大利亚上榜。[27] 儘管事業回春，費絲福爾在1980年代中期仍深陷毒癮，曾因吸毒後摔下樓梯導致下顎骨折。1985年，《Rich Kid Blues》發行，收錄了她的早期作品與新錄音，展現了她至今的流行與搖滾風格。
1985年，菲絲佛參加了哈爾·威爾納製作的致敬專輯《Lost in the Stars: The Music of Kurt Weill》，演唱〈Ballad of the Soldier's Wife〉。菲絲佛內斂的詮釋風格非常適合魏爾的作品，這次合作也影響了她隨後的多部作品。
同年，她在明尼蘇達州的哈茲爾登基金會診所接受康復治療，之後又在馬薩諸塞州貝爾蒙的麥克林醫院接受治療。在住於鄰近的劍橋市一家酒店期間，費絲福爾開始與一名患有雙重診斷（精神疾病和藥物依賴）的男子霍華德·托斯（Howard Tose）交往，當時她仍與布萊爾利婚姻關係存續。托斯後來在他們共住的公寓從14樓跳樓自殺。1987年，費絲福爾在專輯中特別向托斯致謝。
1987年，菲絲佛進軍爵士和藍調音樂，推出了專輯《Strange Weather》，這張專輯同樣由威爾納製作。該專輯獲得了廣泛的好評，被認為是她十年間最具批評價值的專輯。Faithfull再次錄製了她的經典歌曲《As Tears Go By》，這次以更為沙啞、更深沉的嗓音演繹。她坦言自己對這首歌仍然有些反感，曾在《時代雜誌》的Jy Cocks訪談中表示：「我總是孩子氣地認為那首該死的歌才是我問題的起點。」然而，隨著時間的推移，她最終接受了這首歌以及自己的過去。在1987年接受《Vogue》雜誌Rory O'Connor的訪問時，菲絲佛說道：「四十歲才是唱這首歌的年齡，而不是十七歲。」這張翻唱專輯是她和威爾納花了許多週末時間聆聽20世紀音樂中的數百首歌曲後製作的。他們選擇錄製了像巴布·狄倫的《I'll Keep It with Mine》和百老匯作曲家傑洛姆·科恩與奧托·哈巴赫創作的《Yesterdays》等多樣的歌曲。專輯中也包含了一些由藍調巨星如比莉·荷莉戴和贝西·史密斯所演繹的歌曲；專輯標題曲是汤姆·威茨創作的。1988年，菲絲佛與作家兼演員喬吉奧·德拉·泰莎結婚，並在1991年離婚。

### 1990年代
1990年7月，罗杰·沃特斯在柏林舉行搖滾歌劇《迷墙》的現場演出，菲絲佛飾演主角Pink的母親。1990年代初期，費絲福推出現場專輯《Blazing Away》，錄製於布魯克林聖安大教堂，收錄《Sister Morphine》、《Les Prisons du Roy》的翻唱及《Why D'Ya Do It?》等曲目。
《Stereo Review》的阿蘭娜·納什讚賞費絲福選擇的伴奏音樂人，包括吉他手雷諾茲、加思·哈德森及鋼琴家約翰博士，並提及專輯的自傳色彩。《Rolling Stone》的弗雷德·古德曼認為《Blazing Away》是一張出色的回顧專輯，1994年，小島唱片推出精選輯《A Collection of Her Best Recordings》，配合費絲福自傳發行。專輯收錄重新詮釋的《As Tears Go By》、來自《Broken English》和《A Child's Adventure》的作品，以及帕蒂·史密斯創作的《Ghost Dance》，此曲由費絲福與查理·沃茨、羅尼·伍德合作，基思·理查兹擔任製作。
精選輯還包括《Times Square》（收錄於《Blazing Away》）及與安吉羅·貝德拉曼提創作的《She》，後者收錄於1995年的《A Secret Life》中。同年，菲絲佛與首領樂團合作演唱《Love Is Teasin》，並與约翰·普莱恩合唱《This Love Is Real》，收錄於普莱恩的專輯《Lost Dogs and Mixed Blessings》中。
1997年，菲絲佛參與Oxbow專輯《Serenade in Red》演唱及朗誦，並為金属乐队的《Reload》專輯歌曲《The Memory Remains》演唱間奏，出現在該曲音樂錄影帶中。此曲在英國單曲榜排名第13，美國排名第28（美國主流搖滾榜第3）。
菲絲佛對魏瑪時期德國音樂的興趣促使她參演都柏林蓋特劇院的《三文钱的歌剧》，飾演海盜珍妮。1996年推出《Twentieth Century Blues》，專注寇特·威爾、贝托尔特·布莱希特及诺埃尔·科沃德的作品。1998年，她與維也納廣播交響樂團合作錄製《The Seven Deadly Sins》，由丹尼斯·羅素·戴維斯指揮。隨後展開的巡演在蒙特利爾爵士音樂節錄製為DVD《Marianne Faithfull Sings Kurt Weill》。
1998年，菲絲佛推出雙碟精選集《A Perfect Stranger: The Island Anthology》，涵蓋她在小島唱片期間的作品，包括《Broken English》、《Dangerous Acquaintances》等。

### 2000年代

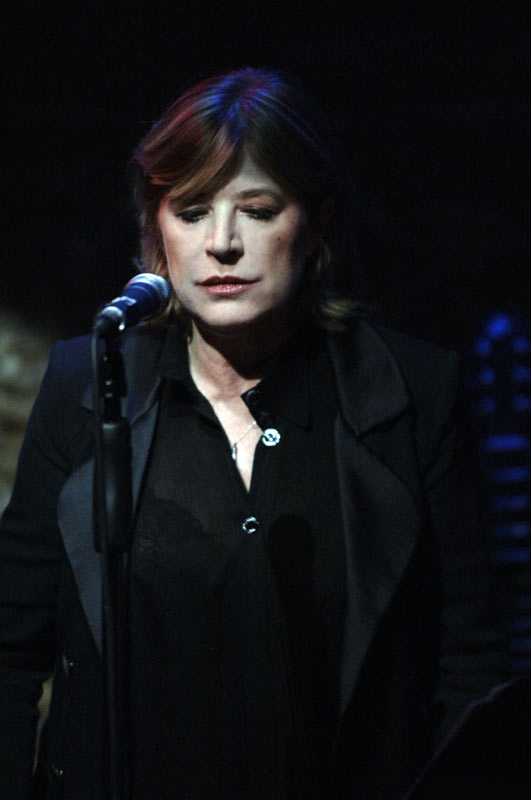
2008年的菲絲佛

菲絲佛在2000年代發行了幾張獲得好評的專輯，首先是1999年的《Vagabond Ways》，由馬克·霍華德製作並錄製，專輯中包括與丹尼爾·拉諾瓦、愛美蘿·哈里斯、平克·弗洛伊德的羅傑·沃特斯以及作家（和朋友）弗蘭克·麥金尼斯的合作。那年晚些時候，她為喬傑克森的《Night and Day II》演唱了《Love Got Lost》。
2002年發布的《Kissin' Time》也獲得了好評。這張專輯包含了他與布萊爾、貝克、比利·科根、賈維斯·科克、戴夫·斯圖爾特、大衛·庫爾茨以及法國流行歌手艾蒂安·達赫的合作。專輯中，她也向尼科（她欽佩的藝術家）致敬，創作了《Song for Nico》。專輯中還收錄了她與科克共同創作的自傳歌曲《Sliding Through Life on Charm》。2005年，她發布了《Before the Poison》，這張專輯主要是與PJ·哈維和尼克·凱夫的合作，但達蒙·阿爾本和喬恩·布里昂也有參與。儘管《Before the Poison》在《滾石》和《村聲》等雜誌中獲得了褒貶不一的評價，專輯仍然展現了她在音樂上的廣泛合作。2005年，她還為《Monsieur Gainsbourg Revisited》專輯錄製了《Lola R Forever》，這是對塞尔日·甘斯布的《Lola Rastaquouere》的翻唱。
2007年，菲絲佛與英國創作歌手帕特里克·沃爾夫合作，參與了他第三張專輯《The Magic Position》中的二重唱《Magpie》，並為法國電影《黑幫團伙》創作並錄製了新歌《A Lean and Hungry Look》。同年3月，她重新回到舞台，進行名為《Songs of Innocence and Experience》的巡迴演出。這場表演有著半聲學的氛圍，並在春夏季節遊歷歐洲劇院。她首次演唱了一些之前從未在舞台上演唱過的歌曲，包括《Something Better》和《Marathon Kiss》。演出還包括哈利·尼爾森的《Don't Forget Me》以及傳統曲目《Spike Driver Blues》的改編。
同年，菲絲佛在2007年柏林影展上映的電影《洞里春光》中擔任主演，飾演60歲的寡婦瑪姬，她為了支付孫子的醫療費用，成為一名性工作者。憑此角色獲得歐洲電影獎最佳女主角的提名。
當時的雜誌報導暗示菲絲佛可能考慮退休，她希望從《Songs of Innocence and Experience》獲得的版權收入能讓她過上舒適的生活。儘管如此，她仍住在巴黎一條富裕街道上的公寓，並在愛爾蘭沃特福德郡擁有一棟房子。2007年12月6日，她開始在紐約市錄製《Easy Come, Easy Go》專輯，專輯由哈爾·威爾納製作。專輯中的一首歌曲是她翻唱莫里西的《Dear God Please Help Me》。
2009年3月，菲絲佛在《大卫·莱特曼晚间秀》上演唱了《The Crane Wife 3》，並開始了《Easy Come, Easy Go》巡演，途經法國、德國、奧地利、紐約市、洛杉磯和倫敦。同年3月5日（国际妇女节），菲絲佛獲得2009年世界女性獎終身成就獎，表彰她在長達45年的職業生涯中，作為歌手、詞曲創作人和表演者，貢獻了18張錄音室專輯以及無數舞台和銀幕作品。
2009年10月26日，菲絲佛榮獲《Q》雜誌「年度偶像」獎。11月，菲絲佛在瑞士世界廣播電台接受了詹妮弗·戴維斯的採訪，談及作為「母親或妻子」形像被定型的挑戰。她強調，正因如此，身為女性藝術家，她很難維持長久的職業生涯。她表示，這也讓她更能理解艾米·怀恩豪斯的處境。

### 2010年代
2011年，菲絲佛發行了她的第18張專輯《Horses and High Heels》，這張專輯收到的評價褒貶不一。專輯包含了她共同創作的四首歌曲，其他歌曲則是她翻唱的經典歌曲，如達斯蒂·斯普林菲爾德的《Goin' Back》和香格里拉合唱團的《Past, Present, Future》。她隨後展開了歐洲巡演。2011年3月23日，費絲福獲頒法國文化界最高榮譽之一－藝術與文學勳章。
2011年12月，菲絲佛與金屬樂團重聚，在菲爾莫爾參加樂團成立30週年慶典，並在會上演唱了《The Memory Remains》。
2012年，菲絲佛為致敬佛利伍麥克的專輯《Just Tell Me That You Want Me》錄製了史蒂薇·妮克絲的《Angel》一曲。2013年6月22日，費絲福在伊麗莎白女王音樂廳舉行了賣座演唱會，與爵士音樂家比爾·弗里賽爾共同演出，這是「Meltdown」音樂節的一部分，由小野洋子策劃。2014年9月，菲絲佛發行專輯《Give My Love to London》，並於年底開始了為期一年的50週年巡演。
2016年2月1日，菲絲佛在《衛報》網路聊天中透露，計劃發布她50週年巡演的現場專輯，並且有意推出《Give My Love to London》的後續專輯，但表示至少在一年半內不會錄製新作品。2018年，菲絲佛發布了專輯《Negative Capability》，專輯中有羅布·埃利斯、沃倫·埃利斯、尼克·凱夫、埃德·哈考特和馬克·蘭根等人參與。

### 2020年代
2020年，菲絲佛發布了口述專輯《She Walks in Beauty》，其中她朗誦了19世紀英國浪漫主義詩人的作品，伴奏由沃倫·埃利斯、布萊恩·伊諾、尼克·凱夫和文森特·塞加爾提供。
2023年，《滾石雜誌》將費絲福評為「200位史上最偉大的歌手」中的第173位。

## 個人生活

### 流產與健康
菲絲佛經歷了三次流產和四次墮胎。第一次墮胎發生在1965年，她當時懷上了傑納·皮特尼的孩子；當時墮胎在英國仍是非法的，菲絲佛表示她在處理這一罪惡感時非常困難。不過，在第二年她的兒子出生後，她逐漸感覺好轉。隨後的墮胎是她在毒癮期間的決定，因為她不希望孩子在成癮的情況下出生。
菲絲佛的巡演和工作安排多次因健康問題而中斷。2004年底，她在米蘭的演唱會上突然倒下，並被送往醫院治療，隨後取消了世界巡演中的歐洲行程。2005年，巡演恢復，並包括了美國行程。2006年9月，她再次取消了巡演，這次是因為被診斷出乳腺癌。隨後，她在法國接受了手術，但由於腫瘤被及早發現，並不需要進一步治療。不到兩個月後，她公開宣佈完全康復。
2007年10月，菲絲佛在英國電視節目《This Morning》中透露自己患有C型肝炎，該病首次診斷是在12年前。她在自傳《Memories, Dreams and Reflections》中詳細討論了乳腺癌和肝炎的診斷。2008年5月27日，她在自己的MySpace頁面上發布了「巡演日期取消」的公告，內容由她的經紀公司FR Management（由她的男友/經理弗朗索瓦·拉瓦爾操作）發佈：「由於普遍的身心疲憊，醫生已經指示瑪莉安·菲絲佛立即停止所有工作活動並進行康復。治療和康復過程預計會持續約六個月。」
2013年8月，由於在加利福尼亞度假時背部受傷，菲絲佛被迫取消了一系列在美國和黎巴嫩的演唱會。
2014年5月30日，菲絲佛在希臘羅德島度假時摔倒，造成髖部骨折而接受手術。隨後，她感染了病毒，這使得她不得不取消或推遲50週年巡演的部分行程，以便接受額外的手術和康復治療。
2016年，菲絲佛透露自己患有由吸煙引起的肺氣腫，每天需要使用吸入藥物。儘管如此，他仍繼續吸煙直到2019年才成功戒煙，並後悔沒有更早戒掉。
2020年4月4日，菲絲佛宣布因感染新冠病毒並罹患肺炎而住院治療。經紀公司報告稱，她的情況穩定，並且正在對治療作出積極反應。經過三週的住院治療後，菲絲佛於4月21日出院。她在簡短的聲明中公開感謝醫院的工作人員，表示他們「毫無疑問」挽救了她的生命。她最初認為自己可能再也無法唱歌，因為新冠病毒對她肺部造成的影響，並且仍因病毒引起的記憶喪失而困擾。但她努力進行呼吸訓練並重新練習唱歌，逐步恢復。

### 逝世
菲絲佛於2025年1月30日在倫敦逝世，享壽78歲。

## 作品

### 專輯作品
錄音室專輯
- Marianne Faithfull（英语：Marianne_Faithfull_(album)） (1965)
- Come My Way（英语：Come My Way） (1965)
- Go Away from My World（英语：Go Away from My World） (1965)
- North Country Maid（英语：North Country Maid） (1966)
- Faithfull Forever（英语：Faithfull Forever） (1966)
- Love in a Mist（英语：Love in a Mist） (1967)
- Dreamin' My Dreams（英语：Dreamin' My Dreams (Marianne Faithfull album)） (1976)
- Broken English（英语：Broken English (album)） (1979)
- Dangerous Acquaintances（英语：Dangerous Acquaintances） (1981)
- A Child's Adventure（英语：A Child's Adventure） (1983)
- Rich Kid Blues（英语：Rich Kid Blues） (1985)
- Strange Weather（英语：Strange Weather (Marianne Faithfull album)） (1987)
- A Secret Life（英语：A Secret Life (album)） (1995)
- The Seven Deadly Sins（英语：The Seven Deadly Sins (album)） (1998)
- Vagabond Ways（英语：Vagabond Ways） (1999)
- Kissin Time（英语：Kissin Time） (2002)
- Before the Poison（英语：Before the Poison） (2004)
- Easy Come, Easy Go（英语：Easy Come, Easy Go (Marianne Faithfull album)） (2008)
- Horses and High Heels（英语：Horses and High Heels） (2011)
- Give My Love to London（英语：Give My Love to London） (2014)
- Negative Capability（英语：Negative Capability (album)） (2018)
- She Walks in Beauty（英语：She Walks in Beauty (album)） (2021)

### 出演作品
| 年份   | 電影標題                          | 角色                       | 備註                                                                                |
| ------ | --------------------------------- | -------------------------- | ----------------------------------------------------------------------------------- |
| 1966年 | 《美國製造》                      | 自己                       | 在咖啡廳演唱 "As Tears Go By"                                                       |
| 1967年 | 《安娜（1967年電影）》 (電視電影) | 舞會中的年輕女性           |                                                                                     |
| 1967年 | 《偷情聖手》                      | Josie                      | 菲絲佛成為第一位在主流影視作品中說出「fuck」的人。                                  |
| 1968年 | 《愛你、想你、恨你》              | Rebecca                    |                                                                                     |
| 1969年 | 《哈姆雷特》                      | 歐菲莉亞                   |                                                                                     |
| 1971年 | 《The Stronger》 (電視電影)       |                            | 導演為帕特里克·加蘭，並與布麗特·艾克蘭共演                                          |
| 1972年 | 《路西法崛起》 (短片)             | Lilith                     |                                                                                     |
| 1974年 | 《鬼故事（電影）》                | Sophy Kwykwer              |                                                                                     |
| 1975年 | 《襲擊阿伽松》                    | Helen Rochefort            |                                                                                     |
| 1992年 | 《碧廬冤孽》                      | 旁白                       |                                                                                     |
| 1993年 | 《當豬起飛》                      | Lilly                      |                                                                                     |
| 1994年 | 《極度暴劫》                      | Bev                        |                                                                                     |
| 1995年 | 《月舞》                          | 母親                       | 此外還為「Madam George」提供歌聲                                                    |
| 1996年 | 《犯罪時間》                      | 俱樂部歌手                 |                                                                                     |
| 2001年 | 《親密關係》                      | Betty                      |                                                                                     |
| 2001年 | 《Far from China》                | Helen                      |                                                                                     |
| 2001年 | 《Absolutely Fabulous》 (電視劇)  | 上帝                       | "The Last Shout: Part 1" (1996) – "The Last Shout: Part 2" (1996) – "Donkey" (2001) |
| 2004年 | 《A Letter to True》              | 旁白                       | 由布魯斯·韋伯編寫和導演的紀錄片，2008年在英國上映                                   |
| 2006年 | 《巴黎，我爱你》                  | Marianne                   | 小品：“Le Marais”                                                                   |
| 2006年 | 《凡爾賽拜金女》                  | 玛丽亚·特蕾西亚            |                                                                                     |
| 2007年 | 《洞里春光》                      | Maggie                     | 獲得歐洲電影獎最佳女主角提名                                                        |
| 2011   | 《幻影殺機》                      | Dr. Langenkamp             |                                                                                     |
| 2012   | 《Belle du Seigneur》             | Mariette                   |                                                                                     |
| 2013年 | 《你以为你是谁》 (電視劇)         | 自己                       | 第10季，第9集                                                                       |
| 2021年 | 《沙丘》                          | Bene Gesserit 先祖（配音） |                                                                                     |
| 2023年 | 《野性召喚》                      | 旁白（配音）               |                                                                                     |

### 舞台劇
| 年份   | 劇目                 | 角色                                        | 地點                               | 備註   |
| ------ | -------------------- | ------------------------------------------- | ---------------------------------- | ------ |
| 1967年 | 《三人姉妹》         | Irina                                       | 倫敦皇家國家劇院                   | [ 68 ] |
| 1968年 | 《清晨》             | 弗羅倫斯·南丁格爾                           | 倫敦皇家國家劇院                   |        |
| 1969年 | 《哈姆雷特》         | 歐菲莉亞                                    | 倫敦圓屋劇場                       | [ 69 ] |
| 1973年 | 《愛麗絲夢遊仙境》   | 愛麗絲                                      | 布賴頓皇家劇院                     |        |
| 1973年 | 《A Patriot for Me》 | Countess Sophia Delyanoff                   | 沃特福德宮劇院                     |        |
| 1973年 | 《Mad Dog》          | Jane Ludlow; Little Ford Fauntleroy（偽裝） | 漢普斯特德劇院                     |        |
| 1974年 | 《The Collector》    | Miranda                                     | 飛龍劇院與圣马丁剧院               | [ 70 ] |
| 1975年 | 《雨人》             | Lizzie Curry                                | 肯尼斯摩爾劇院、伊爾福德及英國巡演 |        |
| 1975年 | 《桃金孃的七種後裔》 | Myrtle Ravenstock                           | 格林伍德劇院                       |        |
| 1991年 | 《三文錢的歌劇》     | 海盜珍妮                                    | 蓋特劇院                           |        |
| 2004年 | 《黑騎士》           | Pegleg                                      | 巴比肯藝術中心                     |        |

## 文化影響
由於在日本文化的影響，她的外貌及形象成為日本漫畫系列《鲁邦三世》中人物峰不二子的原型。

### 書籍
- Entry on Marianne Faithfull on Epinions.co（英语：Epinions.co）
- Macdonald, Marianne. . 《獨立報》 (UK). 1 September 1996: 18  [31 January 2025]. （原始内容存档于31 January 2025）. An interview with Faithfull in which she specifically denies the notorious Mars Bar incident
- Stieven-Taylor, Alison (2007). Rock Chicks: The Hottest Female Rockers from the 1960s to Now. SYD. Rockpool Publishing. ISBN 978-1-921295-06-5

## 外部連結
- 官方网站
- Marianne Faithfull在互联网电影资料库（IMDb）上的資料（英文）
- 瑪莉安·菲絲佛在豆瓣上的资料（简体中文）
- 瑪莉安·菲絲佛的Discogs页面（英文）
- 英國國家肖像館中的瑪莉安·菲絲佛肖像
- Marianne Faithfull fansite
- Faithfull Forever – Inspired by Marianne Faithfull (的存檔，存档日期17 April 2020.)
- Innocence and Experience: Marianne Faithfull at Tate Gallery Liverpool